# Emilio Nazzani
Emilio Nazzani (Pavia, 1832 – dicembre 1904) è stato un economista italiano.

## Biografia
Si laureò in ambo le leggi (diritto ecclesiastico e civile), presso l'Università di Pavia nel 1854. Tenne dapprima un ufficio nella Camera di commercio di Pavia; nel 1862 fu nominato professore di Economia politica nell'Istituto tecnico di Forlì, di cui ebbe nel 1872 la presidenza. Sposò Elvira Servadei. Nel 1878 risultò vincitore nel concorso a professore ordinario di Economia politica nell'Università di Pisa, ma rifiutò il posto, secondo Achille Loria per la sua naturale timidezza e anche per le minacce subite da un altro concorrente. Trascorse gli ultimi venti anni della sua vita in un ospedale psichiatrico.

## Principali opere
Tra i suoi scritti principali si segnalano i seguenti: Sulla rendita fondiaria (Forlì, 1872); Sunto di economia politica (1ª ediz., Forlì, 1873); Sul profitto (Milano, 1877); Alcuni quesiti sulla domanda di lavoro (Forlì, 1880). Il Sunto, raccomandato come lettura dai programmi di vari corsi universitari, batte per numero di edizioni e ristampe i Primi elementi di economia politica di Luigi Cossa (Milano, U. Hoepli, 1875). La seguente è la lista delle diverse edizioni, le ultime delle quali curate e pubblicate dalla moglie: 1ª ed., Forlì, Tip. soc. democratica, 1873; 2ª ed., Milano, Fratelli Dumolard, 1875; 3ª ed. con correzioni ed aggiunte, Milano, Fratelli Dumolard, 1882; 4ª ed., Milano, Fratelli Dumolard, 1886; 5ª ed., Milano, Fratelli Dumolard, 1894; 6ª ed., Torino, Bocca, 1897; 7ª ed., Torino, Bocca, 1898; 8ª ed., Torino, Bocca, 1901; 10ª ed., ripubblicato con aggiunte e prefazione di Achille Loria, Forlì, L. Bordandini, 1906; 11ª ed., Forlì, L. Bordandini, 1908; 12ª ed., Forlì, E. Servadei, 1911; 14ª ed., Forlì, E. Servadei Ved. Nazzani, 1918; 15ª ed., Forlì, E. Servadei Ved. Nazzani, 1919; 16ª ed., Forlì, S. Tip. E. Servadei Ved. Nazzani, 1921.